# Mil·lièrids
Els mil·lièrids (Millieriidae) són una família de lepidòpters glossats del clade Ditrysia, no assignada a cap superfamília. Antigament, es classificaven a la primitiva superfamília Tineoidea.
A la península Ibèrica només s'han trobat exemplars de l'espècie Millieria dolosalis (Heydenreich, 1851).